# Chus Lampreave
Chus Lampreave, pseudonimo di María Jesús Lampreave Pérez (Madrid, 11 dicembre 1930 – Almeria, 4 aprile 2016), è stata un'attrice spagnola, tra quelle più apprezzate del cinema spagnolo.

## Biografia
Ottenuto il diploma, si iscrisse all'Accademia di Belle Arti per perfezionare lo studio della pittura, sua prima grande passione. Nel 1958 debuttò come attrice televisiva. Girò il suo primo film sotto la direzione di Marco Ferreri (El pisito), quindi collaborò con Luis García Berlanga e Jaime de Armiñán, interpretando quasi sempre parti secondarie. Raggiunse la popolarità negli anni ottanta, quando Pedro Almodóvar la scelse come attrice ne L'indiscreto fascino del peccato (1983) e poi in altri suoi film tra cui Che ho fatto io per meritare questo? (1984), Matador (1985) e Donne sull'orlo di una crisi di nervi (1988). Con Almodóvar ha collaborato anche in altre pellicole (in tutto otto) fra le quali Volver - Tornare (2006) per cui ottenne, insieme alle altre attrici del film, il Premio per la miglior interpretazione femminile al Festival di Cannes 2006. Ha recitato anche per Fernando Trueba nei film L'anno delle luci (El año de las luces) e Belle Époque. Con quest'ultimo film, nel 1993 ha vinto il Premio Goya come migliore attrice non protagonista.

## Filmografia

### Cinema
- El pisito, regia di Marco Ferreri (1958)
- El cochecito, regia di Marco Ferreri (1960)
- La ballata del boia (El verdugo), regia di Luis García Berlanga (1963)
- La escopeta nacional, regia di Luis García Berlanga (1978)
- Patrimonio nacional, regia di Luis Garcia Berlanga (1981)
- Nacional III, regia di Luis García Berlanga (1982)
- L'indiscreto fascino del peccato (Entre tinieblas), regia di Pedro Almodóvar (1983)
- Che ho fatto io per meritare questo? (¿Qué he hecho yo para merecer esto?), regia di Pedro Almodóvar (1984)
- Sé infiel y no mires con quién, regia di Fernando Trueba (1985)
- Lulù di notte (Lulú de noche), regia di Emilio Martínez Lázaro (1986)
- Matador, regia di Pedro Almodóvar (1986)
- L'anno delle luci (El año de las luces), regia di Fernando Trueba (1986)
- La vita allegra (La vida alegre), regia di Fernando Colomo (1987)
- Mori e cristiani (Moros y cristianos), regia di Luis García Berlanga (1987)
- El pecador impecable regia di Augusto Martínez Torres (1987)
- Espérame en el cielo, regia di Antonio Mercero (1988)
- Donne sull'orlo di una crisi di nervi (Mujeres al borde de un ataque de nervios), regia di Pedro Almodóvar (1988)
- Miss Caribe, regia di Fernando Colomo (1988)
- Amanece, que no es poco, regia di José Luis Cuerda (1989)
- Bajarse al moro, regia di Fernando Colomo (1989)
- Belle Époque, regia di Fernando Trueba (1992)
- Supernova, regia di Juan Miñón (1992)
- Tutti in carcere (Todos a la cárcel), regia di Luis García Berlanga (1993)
- Siete mil días juntos, regia di Fernando Fernán Gómez (1995)
- Così in cielo come in terra (Así en el cielo como en la tierra), regia di José Luis Cuerda (1995)
- Il fiore del mio segreto (La flor de mi secreto), regia di Pedro Almodóvar (1995)
- Torrente, el brazo tonto de la ley, regia di Santiago Segura (1998)
- El florido pensil, regia di Juan José Porto (2002)
- Parla con lei (Hable con ella), regia di Pedro Almodóvar (2002)
- Dimmi di sì (Di que sí), regia di Juan Calvo (2004)
- Volver - Tornare, regia di Pedro Almodóvar (2006)
- Fuori menù (Fuera de carta), regia di Nacho G. Velilla (2008)
- Gli abbracci spezzati (Los abrazos rotos), regia di Pedro Almodóvar (2009)
- El artista y la modelo, regia di Fernando Trueba (2012)
- Torrente 5: Operación Eurovegas, regia di Santiago Segura (2014)

### Televisione
- Hermanas - serie TV (1998)
- Todo bien - film TV (2012)

## Riconoscimenti
- Festival di Cannes
  - 2006 – Palmarès per la miglior interpretazione femminile per Volver[3]
- Premio Goya
  - 1986 – Candidatura alla miglior attrice non protagonista per L'anno delle luci
  - 1988 – Candidatura alla miglior attrice non protagonista per Espérame en el cielo
  - 1989 – Candidatura alla miglior attrice non protagonista per Bajarse al moro
  - 1993 – Miglior attrice non protagonista per Belle Époque[4]
  - 1995 - Candidatura alla miglior attrice non protagonista per Il fiore del mio segreto
  - 2012 - Candidatura alla miglior attrice non protagonista per El artista y la modelo
- Cinema Writers Circle Awards
  - 2013 - Candidatura alla miglior attrice non protagonista per El artista y la modelo

## Onorificenze
2001, Medaglia d'Oro Reale al Merito nelle Belle Arti

## Doppiatrici italiane
- Francesca Palopoli in Il fiore del mio segreto
- Paola Piccinato in Belle Époque